# Powiat Wetterau
Powiat Wetterau – powiat w Niemczech, w kraju związkowym Hesja, w rejencji Darmstadt. Siedzibą powiatu jest miasto Friedberg (Hessen).

## Podział administracyjny
Wetteraukreis składa się z:
- 14 miast
- 11 gmin

Miasta:
| Lp. | Nazwa miasta            | Ludność (30.06.2013) | Powierzchnia km² |
| --- | ----------------------- | -------------------- | ---------------- |
| 1   | Bad Nauheim             | 30 739               | 32,55            |
| 2   | Bad Vilbel              | 31 797               | 25,65            |
| 3   | Büdingen                | 20 992               | 122,87           |
| 4   | Butzbach                | 24 213               | 106,60           |
| 5   | Florstadt               | 8702                 | 39,60            |
| 6   | Friedberg (Hessen)      | 27 682               | 50,17            |
| 7   | Gedern                  | 7554                 | 75,24            |
| 8   | Karben                  | 21 586               | 43,94            |
| 9   | Münzenberg              | 5513                 | 31,63            |
| 10  | Nidda                   | 17 712               | 118,34           |
| 11  | Niddatal                | 9201                 | 40,21            |
| 12  | Ortenberg               | 8904                 | 54,70            |
| 13  | Reichelsheim (Wetterau) | 6766                 | 27,60            |
| 14  | Rosbach vor der Höhe    | 12 050               | 45,33            |

Gminy:
| Lp. | Nazwa gminy | Ludność (30.06.2013) | Powierzchnia km² |
| --- | ----------- | -------------------- | ---------------- |
| 1   | Altenstadt  | 11 812               | 30,08            |
| 2   | Echzell     | 5595                 | 37,61            |
| 3   | Glauburg    | 3040                 | 12,67            |
| 4   | Hirzenhain  | 2868                 | 16,11            |
| 5   | Kefenrod    | 2780                 | 30,66            |
| 6   | Limeshain   | 5243                 | 12,52            |
| 7   | Ober-Mörlen | 5714                 | 37,65            |
| 8   | Ranstadt    | 4917                 | 34,26            |
| 9   | Rockenberg  | 4242                 | 16,14            |
| 10  | Wölfersheim | 9690                 | 43,15            |
| 11  | Wöllstadt   | 6100                 | 15,38            |